# Сутрашњи рат
Сутрашњи рат (енгл. The Tomorrow War) је амерички војно научнофантастични-акциони филм из 2021. године, режиран од стране Криса Макија у свом редитељком дебију играног филма, продуциран од стране Дејвида Елисона, Дане Голдберг, Дона Грејнџера, Дејвида С. Гојера, Џулса Далија и Адама Колбренера и написан од стране Зека Дина. Главне улоге играју Крис Прат, Ивон Страховски, Бети Гилпин, Крис Пауерс, Мајк Мичел, Сем Ричардсон и Џеј Кеј Симонс, са Пратом који је такође извршни продуцент. Филм, чија је радња смештена у блиску будућност, фокусира се на рат човечанства против инвазијске ванземаљске силе, надајући се да ће победити користећи нову способност научника да вуку војнике из прошлости у рат.
Филм је реализован 2. јула 2021. године.

## Радња
Судбина футуристичког рата почива на способностима једног човека да се суочи са духовима његове прошлости. Човечанство губи од инвазије ванземаљаца, па за узврат научници развијају начин за регрутовање војника из прошлости за борбу у рату.